# Maulds Meaburn
Maulds Meaburn – osada w Anglii, w Kumbrii, w dystrykcie (unitary authority) Westmorland and Furness. Leży 46 km na południowy wschód od miasta Carlisle i 375 km na północny zachód od Londynu.